# داستان جوماباقوف
داستان جوماباقوف (به قرقیزی: Дастан Жумабеков) (زاده ۲ نوامبر ۱۹۷۶) یک سیاستمدار قرقیزستانی است که از زمان انتصاب خود در ۲۵ اکتبر ۲۰۱۷ تا ۶ اکتبر ۲۰۲۰ به‌عنوان رئیس شورای عالی قرقیزستان خدمت کرده‌است. او با رای ۸۰–۳۰ نمایندگان به‌عنوان رئیس مجلس انتخاب و جانشین چینابای تورسانباقوف شد که برای «حفظ ثبات کشور» کناره‌گیری کرده‌بود.